# Manilkara kauki
Viết (danh pháp khoa học: Manilkara kauki) là một loài thực vật có hoa trong họ Hồng xiêm. Loài này được Carl Linnaeus mô tả khoa học đầu tiên năm 1753 dưới danh pháp Mimusops kauki. Năm 1915, Marcel Marie Maurice Dubard chuyển nó sang chi Manilkara.